# Beerbohm (Kater)
Beerbohm (geboren 1974 oder 1975; gestorben am 2. März 1995) war eine männliche Hauskatze. Der Kater mit Tabby-Muster wurde bekannt als Hauskater des Gielgud Theatre im Londoner Stadtteil West End.

## Leben

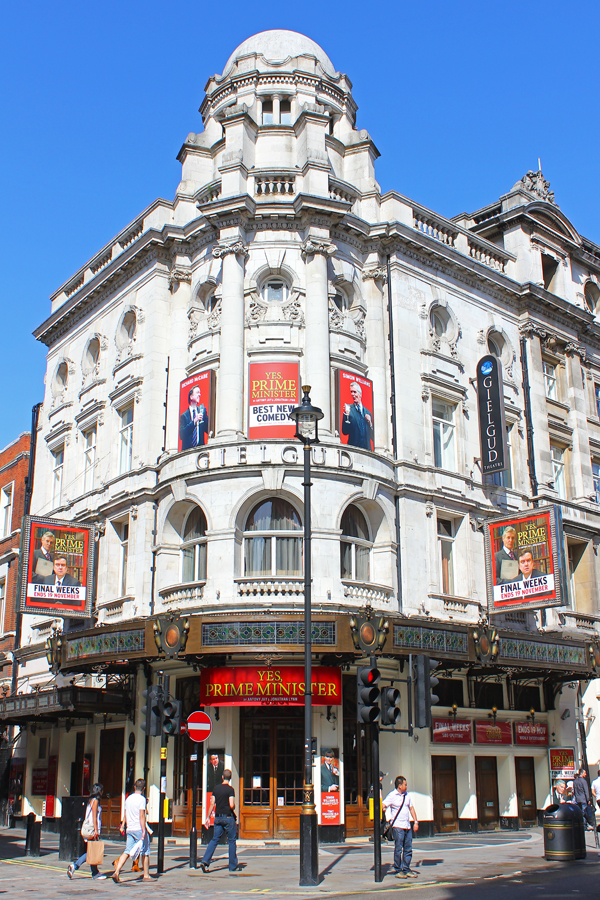
Das Gielgud Theatre 2011

Wie der Kater in das Gielgud Theatre kam, das damals unter dem Namen „Globe“ bekannt war, ist nicht bekannt. Einige Quellen sprechen davon, dass er 1974 oder 1975 im Theater geboren wurde. Im offiziellen Nachruf der englischen Theaterzeitung The Stage dagegen heißt es, der Kater sei während der 1976er-Aufführungen des Stückes „Donkeys’ Years“ (deutsch: „Alle Jubeljahre“) von Michael Frayn in das Theater gekommen.
Der Kater, der sich zunächst als Mäusefänger betätigte, wurde nach dem Schauspieler Herbert Beerbohm Tree benannt. Im Laufe der Jahre wandelte sich seine Rolle und er galt für viele Schauspieler als Glücksbringer und Ruhepol im hektischen Theaterbetrieb.
Beerbohm war bekannt dafür, in die Garderoben zu gehen. Gerne suchte er dort u. a. die Schauspieler Michael Gambon und Peter Bowles auf. Federbesetzte Hüte und ausgestopfte Vögel lösten seinen Spieltrieb aus. Auch lief er in jeder Spielzeit mindestens einmal über die Bühne. Von der Öffentlichkeit wurde er erstmals 1978 wahrgenommen, als er während der Revue von Hinge and Bracket über die Bühne lief. Als eine der am längsten in einem Theater lebenden Katzen wurde er in England sehr populär. Zu seinen Fans zählten Paul Eddington und Penelope Keith. Seine Auftritte wurden mehrmals in der Sendung Desert Island Discs von BBC Radio 4 erwähnt.
Beerbohm blieb bis 1991 im Theater. Anschließend wurde er von Tony Ramsey, dem Kulissenbauer des Theaters, aufgenommen, der den Kater mit nach Beckenham in London nahm.
Beerbohm starb am 21. März 1995 im Alter von etwa 20 Jahren. Zahlreiche Zeitungen des Landes meldeten seinen Tod, darunter der Daily Telegraph. Die Theaterzeitschrift The Stage widmete ihm die Titelseite. Damit ist er das einzige Tier, das in der über einhundertjährigen Geschichte des Blattes einen Nachruf auf Seite eins erhielt. Viele Schauspieler erinnerten sich an den Kater und teilten im Nachruf Anekdoten mit den Lesern, darunter Hinge and Bracket, Eddington, Keith und Beryl Reid.
Eine Zeichnung von Beerbohm ziert noch immer das Foyer des Theaters.